# Potentialtopf

Potentialtopf in einer Dimension. Dargestellt ist die Potentielle Energie als Funktion des Orts. Teilchen mit der eingezeichneten Energie E können nach der klassischen Mechanik den Potentialtopf nicht verlassen und sich nur in der Region von bis aufhalten.

Der physikalische Begriff Potentialtopf ist eine anschauliche Bezeichnung für die Region um ein lokales Minimum der Potentialverteilung eines Systems. Man benutzt dabei die Vorstellung eines Körpers in einem Schwerefeld, z. B. dem der Erde. Liegt der Körper in einem Topf, so kann er diesen nur verlassen, wenn er durch Zufuhr des entsprechenden Energiebetrages bis über den Topfrand angehoben wird.
Die zum Verlassen eines Potentialtopfes nötige Grenzenergie ist in der klassischen Physik scharf definiert. Für Objekte, die mit der Quantenmechanik beschrieben werden müssen, gilt das hingegen nicht mehr strikt: atomare Teilchen haben, auch wenn sie weniger  Energie besitzen, als zum Überschreiten des Potentialwalls nötig ist, eine wenn auch geringe Aufenthaltswahrscheinlichkeit außerhalb des Potentialtopfs (siehe Tunneleffekt), sofern das Potential dort niedriger ist als die Energie des Teilchens. So lässt sich beispielsweise der Alpha-Zerfall erklären.
Ein Potentialberg ist das Gegenteil eines Potentialtopfes, also die Region um ein lokales Maximum der Potentialverteilung.
|  |  |